# Naissance en 1320
Naissance
- 1316
- 1317
- 1318
- 1319
- 1320
- 1321
- 1322
- 1323
- 1324

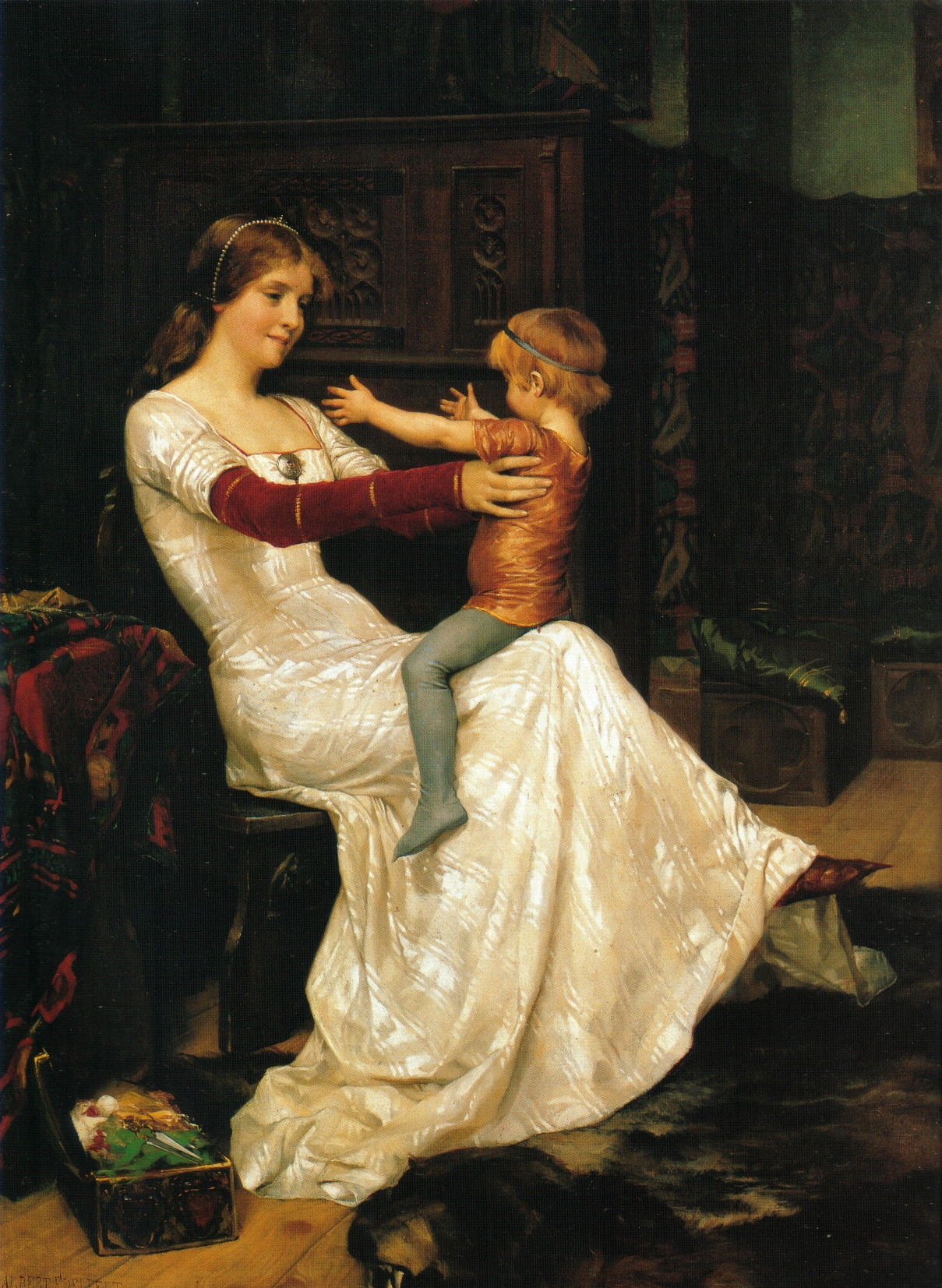
Blanche de Namur, né en 1320.

Cette page dresse une liste de personnalités nées au cours de l'année 1320  :
- 8 avril : Pierre Ier, dit Pierre le Justicier, 8e roi de Portugal.
- 25 mai : Togoontomor, 9e et dernier empereur de Chine de la dynastie Yuan et le 14e khagan de l'Empire mongol.

- Gabriele Adorno, 4e doge de la république de Gênes.
- Kitabatake Akinobu, kuge (noble de cour) japonais et un important partisan de la Cour du Sud durant les guerres de l'époque Nanboku-chō.
- John Barbour, poète écossais et la première voix littéraire importante à écrire en écossais.
- Bertrand du Guesclin (chevalier, connétable de France et de Castille).
- Pierre d'Estaing, évêque de Saint-Flour, archevêque de Bourges puis Cardinal-prêtre de Sainte-Marie-du-Trastevere et enfin Cardinal-évêque d'Ostie et Velletri.
- Béatrice de Bourbon, reine consort de Bohême.
- Othon IV de Brunswick-Grubenhagen, roi consort de Naples, prince cadet de la maison de Brunswick.
- Raoul de Lorraine,  dit le Vaillant, duc de Lorraine.
- Guillaume-Aramon de Madaillan, sire de Rauzan, de Gensac, de Pujols, de Blaignac et autres terres.
- Louis de Tarente, roi consort de Naples.
- Ulrich IV de Wurtemberg, comte du Wurtemberg et comte d'Urach.
- William de Wykeham, évêque de Winchester, chancelier d'Angleterre.
- Gennaro di Cola, peintre italien de la période gothique de l'école napolitaine.
- Barthélemy du Drac, considéré comme le fondateur de la famille du Drac.
- Nissim Gerondi, prestigieux talmudiste et légaliste et l'une des dernières grandes figures du judaïsme ibérique.
- Iolo Goch, poète gallois.
- Constantin Harménopoulos, juriste byzantin.
- Lalleshvari,  ascète poétesse mystique et sainte du Cachemire.
- Nawrahta Minye, 5e roi de Sagaing, dans le centre-ouest de la Birmanie (république de l'union du Myanmar).
- Lampong Reachea, souverain de l’Empire khmer, sous le nom de  Parama  Radjadiraja.
- Simon Richard, écuyer, seigneur de Kerjean en Plestin-les-Grèves et capitaine de Lesneven, un des combattants du combat des Trente.
- Miklós Szécsi, homme politique et militaire du royaume de Hongrie : palatin de Hongrie et plusieurs fois ban de Croatie et de Slavonie.
- Nijō Yoshimoto, noble de cour (kugyō), poète du genre waka et maître renga japonais du début de l'époque de Muromachi.
- Laukpya, gouverneur provincial dans le royaume d'Hanthawaddy.

date incertaine (vers 1320)
- Guillaume Chamaillard, sire d'Anthenaise.
- Gérard II d'Enghien, chevalier, seigneur d'Havré.
- Nicolas de Besse, évêque de Limoges, cardinal-diacre de Sainte-Marie à Via Lata, dit le cardinal de Limoges.
- Valdemar IV de Danemark, roi de Danemark.
- Cunon II de Falkenstein, archevêque de Trèves.
- Gherardello da Firenze, compositeur italien (mort en 1362 ou 1363).
- Giovanni di Casali (mort vers 1375), moine franciscain, philosophe naturel, mathématicien et théologien italien.
- Anglic de Grimoard, dit le cardinal Anglicus, frère d’Urbain V, vicaire général du diocèse d'Avignon, cardinal-prêtre au titre de Saint-Pierre-aux-Liens, puis cardinal-évêque d’Albano, doyen du collège des cardinaux.
- Blanche de Namur, reine consort de Suède et de Norvège.
- Jean de Saintré, militaire français.
- Nicolas Eymerich, théologien et inquisiteur catalan.
- Nicole Oresme (mort en 1382), mathématicien, philosophe, astronome, économiste, musicologue, physicien, traducteur et théologien français.
- Isabella, noble écossaise, comtesse de Fife.
- Satto, également appelé Chadu,  roi de Chūzan, un des trois anciens royaumes de l'île d'Okinawa.

## Crédit d'auteurs
- Cet article est partiellement ou en totalité issu de l'article intitulé « 1320 » (voir la liste des auteurs).